# Juan Hernández Acevedo
Juan Hernández Acevedo (≈ 15. Juli 1863 in Mexiko-Stadt; † 6. April 1894 ebenda) war ein mexikanischer Komponist und Flötist.

## Leben und Wirken
Mit Gustavo E. Campa, Ricardo Castro Herrera, Felipe Villanueva, Carlos J. Meneses, Ignacio Quesadas und Pablo Castellanos León wird er zur Grupo de los Seis gezählt, die sich in Opposition zu der vor allem von Melisio Morales verkörperten italienisch geprägten Musiktradition der russischen, deutschen und französischen Musik öffnete. Über sein Leben ist nur wenig bekannt. Er studierte 1881 in Paris bei Joseph-Henri Altès. Mit Gustavo E. Campa gründete er 1886 das Instituto Musical Campa-Hernández Acevedo, an dem Harmonielehre, Instrumentation, Kontrapunkt, Komposition, Klavier und Gesang unterrichtet wurde. Neben den Gründern unterrichteten dort u. a. Julio Ituarte, Ricardo Castro Herrera, Enrique Testa, Vicente Lucio und Felipe Villanueva. Mehrere Berichte in den Zeitschriften Diario del Hogar und La voz de México belegen Auftritte Hernández Acevedos als Flötist und Dirigent. Von seinen Kompositionen werden u. a. zwei Sinfonien (Sinfonía Religiosa) ein Requiem und eine Messe, eine komische Oper, ein Solo für Flöte, ein Hochzeitsmarsch und ein Epitalamio genannt. Außerdem verfasste er ein Flötenlehrbuch und unterrichtete den Flötisten Librado Suarez.